# Myonima
Myonima es un género con 16 especies de plantas con flores perteneciente a la familia Rubiaceae.

## Especies seleccionadas
- Myonima borboniae
- Myonima cordata
- Myonima grandiflora
- Myonima heterophylla
- Myonima lanceolata
- Myonima latifolia
- Myonima multiflora
- Myonima myrtifolia